# Замалиев, Наиль Ахтямович
Наи́ль Ахтя́мович Замали́ев (род. 9 июля 1989, Казань, СССР) — российский футболист, полузащитник.

## Биография
Футболом начал заниматься в 1996 году в казанском СДЮШОР № 14 под наставничеством тренера — Рашида Габдулхаевича Ахмадуллина. Воспитанник казанского «Рубина». С 2006 года выступал за московское «Динамо» в турнире дублёров/молодёжном первенстве, а также за любительскую команду в первенстве ЛФЛ. В 2010 году играл за белгородский «Салют» на правах аренды. В начале 2011 года перешёл в молдавский клуб из Тирасполя «Шериф», стал чемпионом Молдавии в сезоне 2011/12, после чего по договору аренды перешёл в «Спартак-Нальчик». 3 января 2013 года был арендован московским «Торпедо». 15 июня 2013 года перешёл в хабаровский «СКА-Энергия». В феврале 2014 на правах свободного агента перешёл в «Тосно». В июне был отдан в аренду «СКА-Энергии». В сезоне 2015/16 играл за нижегородскую «Волгу», после чего продолжил ежегодно менять клубы первого дивизиона: 2016/17 — «Нефтехимик» Нижнекамск, 2017/18 — «Ротор-Волгоград», 2018/19 — «Луч» Владивосток, 2019/20 — «Армавир», 2020/21 — «Волгарь» Астрахань (по октябрь 2020), «Факел» Воронеж, 2021/22 — «КАМАЗ» Набережные Челны. В июле 2022 года перешёл в команду второго дивизиона «Амкар» Пермь. По ходу сезона, после увольнения тренерского штаба, в апреле 2023 года расторг контракт с клубом по обоюдному согласию сторон. Вскоре пополнил состав любительского клуба «Сокол» Казань, в 2024 году дебютировавшего во Второй лиге. 6 июля 2025 года «Сокол» Казань сыграл свой последний матч в профессиональном футболе , после чего решил закончить карьеру профессионального футболиста .

## Достижения
- Чемпион Молдавии: 2011/12
- Серебряный призёр чемпионата Молдавии: 2010/11
- Победитель зоны «Запад» Второго дивизиона: 2013/14